# دودورگا
دودورگا (به ترکی استانبولی: Dodurga) یک منطقهٔ مسکونی در ترکیه است که در استان چوروم واقع شده‌است.